# Штейнман, Лариса Алексеевна
Лари́са Алексе́евна Ште́йнман (урождённая Стахеева; род. 5 февраля 1972, Яльчики, Чувашия) — российская писательница, журналистка, издатель, репортёр, колумнист. Написала книгу «Гений: инструкция по применению» под псевдонимом Мария Штейнман.

## Биография

### Образование
Окончила школу с золотой медалью, училась в музыкальной школе (фортепиано и хоровое пение), была чемпионом по шахматам среди юниоров.
В 1989 году поступила на факультет защиты информации в Московский историко-архивный институт, который окончила в 1995 году (специалист по специальным архивам).
С 1998 по 2000 годы — учёба в Альянс Франсез (Париж), стажировка в мэрии Парижа, отдел «Вода Парижа» (фр. L`eau de Paris).

### Карьера
- С 1995 года — штатная манекенщица Дома моды «Бурда моден».
- С 2000 года — корреспондент журналов ELLE и «Кинопарк».
- Возглавляла отдел моды мужского журнала «Медведь» в 2000—2005 годах[2][8][9][10]. Организовала съёмку обложки с А. Г. Абдуловым к его 50-летию (май 2003 года), которая получила приз «Обложка года». С 2005 года — спецкор журнала в Париже.
- С мая 2007 — выпускающий редактор журнала «М-Коллекция».
- С мая по сентябрь 2008 года — редактор по стилю журнала «Тайм Аут Москва»[11].
- Работала в парижской газете «Ле Паризьен».
- Издавала русско-французский журнал «Туса» о жизни российской диаспоры в Париже[7].
- С декабря 2009 года — живёт и работает в Париже. Репортёр и региональный директор по рекламе газеты «Русская мысль» (фр. La pensee russe). Автор православных сайтов и Ассоциации православной молодежи во Франции «Корсунь»[12][13][14].
- В настоящий момент[когда?] проживает в Марселе, где трудится над новой книгой[15].

## Семья
Отец — артист, режиссёр местного драмтеатра, мать — бухгалтер.
В 1991 году вышла замуж за Олега Альбертовича Штейнмана, реставратора икон в Пушкинском музее, аспиранта МГУ (факультет искусствоведения), специалиста по иконам XIV—XVI веков.
Сын Николай (1991), дочь Мари-Изабель (2005).
Водила дружбу с актёром Александром Абдуловым.